# Usine de brandy de Kizliar
L’usine de brandy de Kizliar (russe : Кизлярский коньячный завод, kizliarski koniatchny zavod) est un producteur russe de spiritueux, située dans la ville de Kizliar, au Daghestan. C'est l'un des cinq plus grands producteurs de brandy russes.

## Histoire

### Empire russe
Depuis la seconde moitié du XVIIIe siècle, la viticulture et la vinification étaient les principales branches de l'économie de Kizliar,. La loi de 1884 sur la production de vodka à base de fruits et de raisins a stimulé le développement de la production industrielle de brandy la région Kizliar.
Dans les années 1880, l'homme d'affaires géorgien David Sarajishvili achète de petites distilleries et crée une fabrique de brandy à Kizliar,. Sarajishvili fut le premier dans l’Empire russe à créer un brandy en conservant l’esprit de raisin dans des fûts de chêne des montagnes du Caucase,. La date de la Fondation de l'usine est 1885, quand 236 seaux de brandy ont été importés de Kizliar à Moscou.
Au début de La Première Guerre mondiale, une loi de prohibition est introduite et le travail de l'entreprise a été suspendu.

### URSS

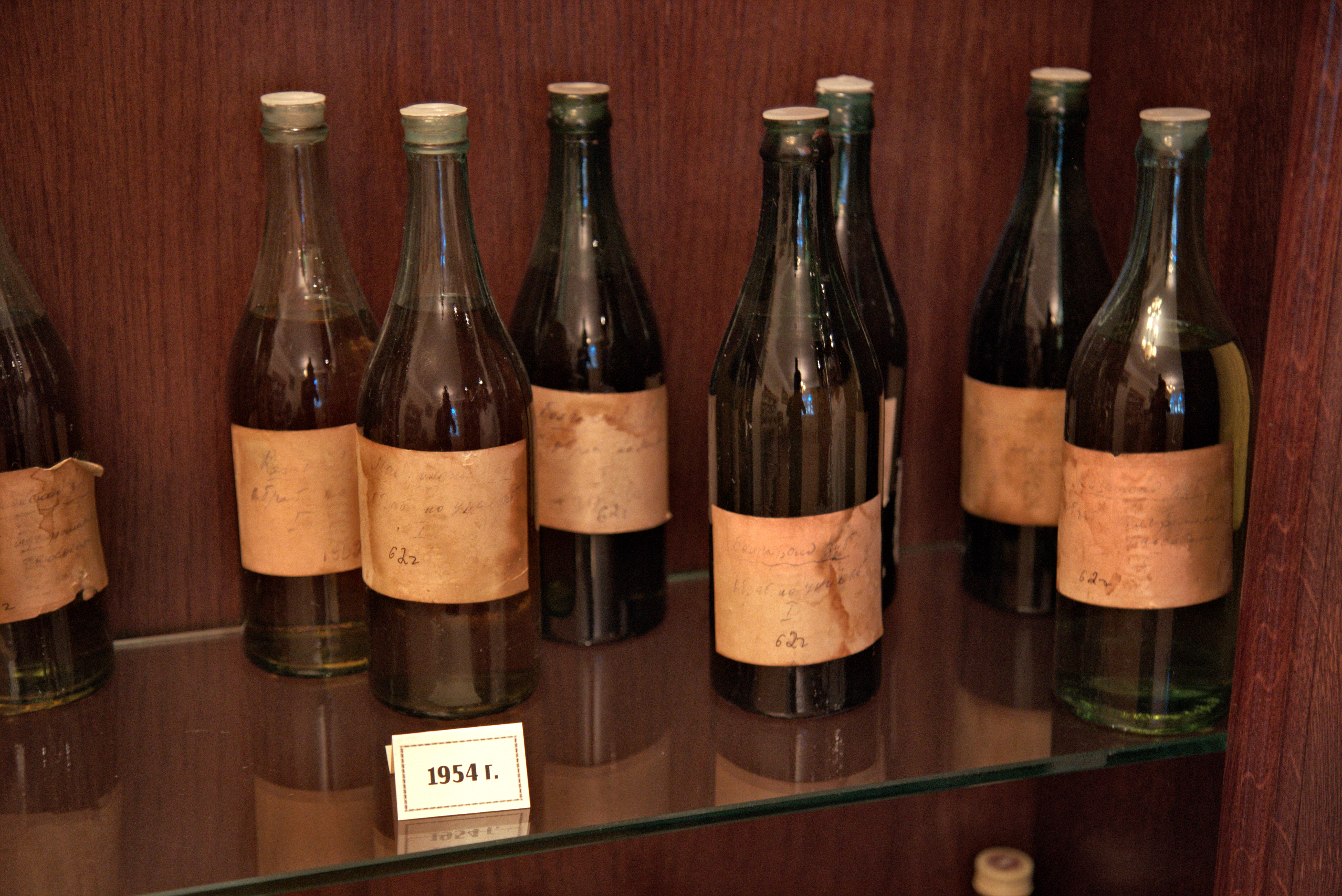
Cognac fabriqué en 1954.

L'usine reprend son activité dans les années 1930. Pendant la Seconde Guerre mondiale, la ville de Kizliar se trouve proche de la ligne de front et l'usine de brandy est évacuée en Arménie, et une partie des eaux-de-vie fut envoyée à l'usine de brandy de Tbilissi. L'usine redémarre son activité en 1947.
À la fin des années 1940, une reconstruction de l'usine commence et s'achève en 1955. En 1959, tous les employés de l'usine étaient logés. À l'époque soviétique, environ la moitié de l'alcool fort produit dans l'usine est envoyé à l'exportation, principalement dans les pays d'Europe occidentale.

### Fédération de Russie
En raison du manque de matières premières pour la production d'alcool, l'entreprise a commencé à acheter des raisins en Espagne ou, dans de bonnes années de récolte dans les kraïs de Krasnodar et de Stavropol. En 1998, l’usine reçoit un certificat français pour la fabrication de produits appelés « cognac ».[réf. nécessaire] Auparavant, l’usine exportait ses boissons sous forme de brandy.
En 1998, lors du conflit tchétchène, le directeur de l’usine, Vladimir Grigoriants, a été enlevé avec son épouse et détenu pendant huit mois en captivité,.

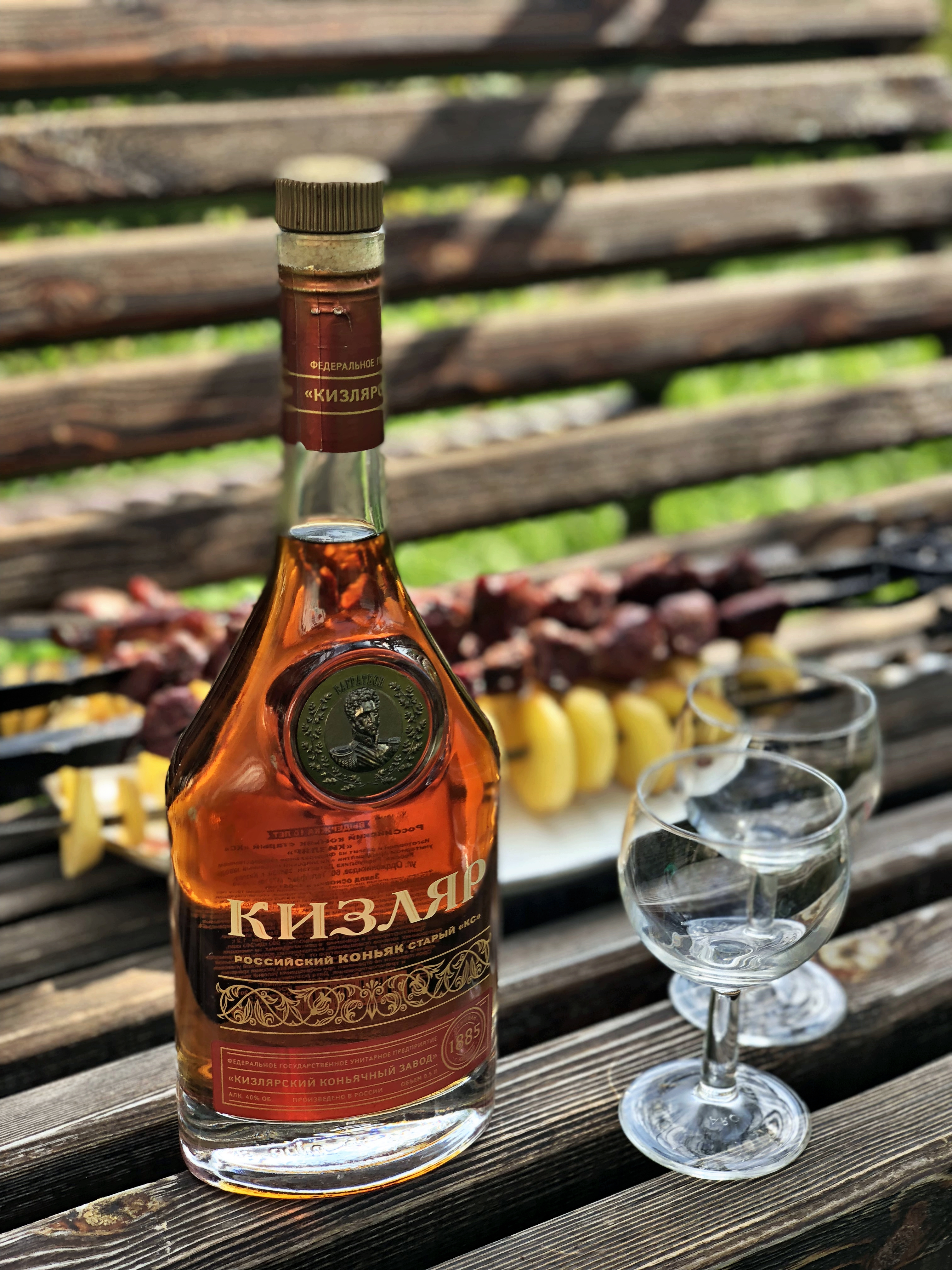
Des produits.

En 2008, Evgueni Droujinine, vigneron héréditaire de Kizliar, est devenu directeur de l'usine. Sous sa direction, la société a procédé à la modernisation et augmenté les volumes de production, devenant le principal contributeur au budget du Daghestan. Également en 2008, l'usine a rétabli le statut de membre de la Guilde des fournisseurs du Kremlin.
Le 28 août 2014, par ordre du Premier ministre russe, Dmitri Medvedev, l'usine de brandy de Kilzliar a été transférée au gouvernement fédéral et est devenu membre du Service fédéral de réglementation du marché de l'alcool,.

## Économie
En 2008-2009, la direction de l'usine a investi 15 millions de roubles dans l'extension de la superficie de son propre vignoble. À la fin de 2012, le bénéfice net de l'usine s'élevait à environ 1,5 milliard de roubles, tandis que l'usine faisait partie des trois sociétés les plus rentables du Caucase du Nord.
Fin 2015, l'usine est devenue la deuxième plus grande entreprise du Daghestan avec un chiffre d'affaires total de 2,4 milliards de roubles.

## Les faits

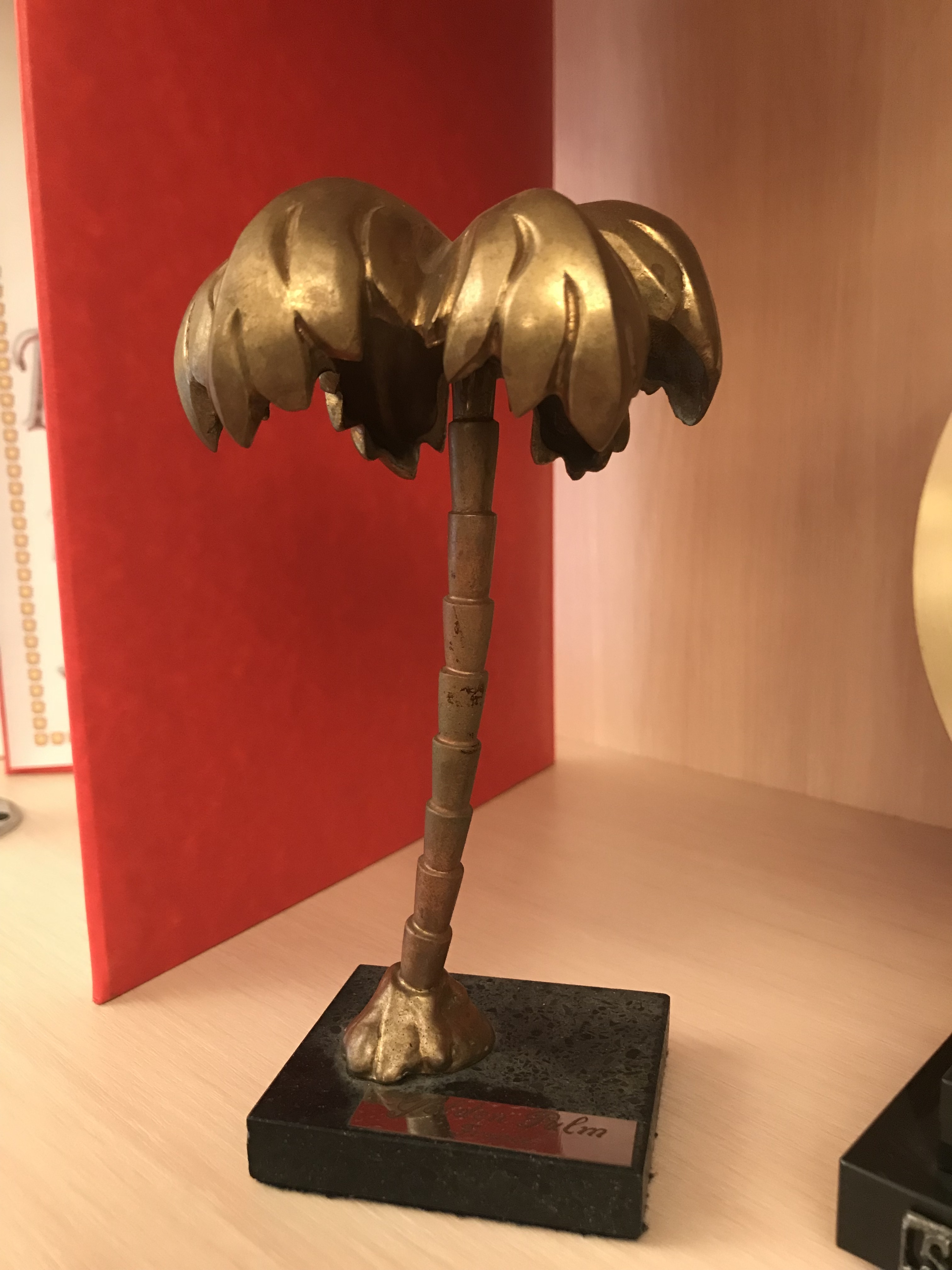
Palme d'or (France)

- L'usine est la première usine de brandy en Russie[19].
- Les produits de l’usine ont reçu plus de 40 grands prix, le prix Palme d'or (France), le prix Golden Galaxy (États-Unis) et plus de 400 médailles d’or et d’argent[19].

## Boissons
Actuellement, l’usine produit de la vodka à base de raisin "Kizliarka" selon la recette restaurée en 1976. L'usine produit également les marques suivantes de brandy : « Pierre le Grand », « Cinq étoiles », « Trois étoiles », « Vacances Kizlyarsky », « Russie », « Bagration » , « Daghestan », « Kizlyar », « Lezginka », « Empereur de Russie», « Sarajev »,,,,,.

## Direction de l'entreprise
- Sarkis Grigorievitch Grigoryants (1950)[12]
- Vladimir Sarkissovitch Grigoryants (1991—2008)[12]
- Evgueni Anatolievitch Droujinine (depuis 2008)[8]